# Staatliche Universität Sumqayıt
Die Staatliche Universität Sumqayıt (aserbaidschanisch: Sumqayıt Dövlət Universiteti) ist eine Universität in der aserbaidschanischen Stadt Sumqayıt.

## Geschichte
Ursprünglich eine 1961 gegründete Zweigstelle der Aserbaidschanischen Staatlichen Ölakademie, wurde die Einrichtung 1992 als „Aserbaidschanisches Industrie-Institut“ eigenständig, und wurde im Jahr 2000 zur Staatlichen Universität umbenannt.

## Organisation
Über 4400 Studenten studieren in 26 verschiedenen Fachrichtungen in 7 Fakultäten.

## Fachgebiete
- Chemie
- Mathematik
- Mechanik
- Physik